# Neckera laevigata
Neckera laevigata là một loài Rêu trong họ Neckeraceae. Loài này được Hook. f. & Wilson miêu tả khoa học đầu tiên năm 1854.